# Análisis complejo

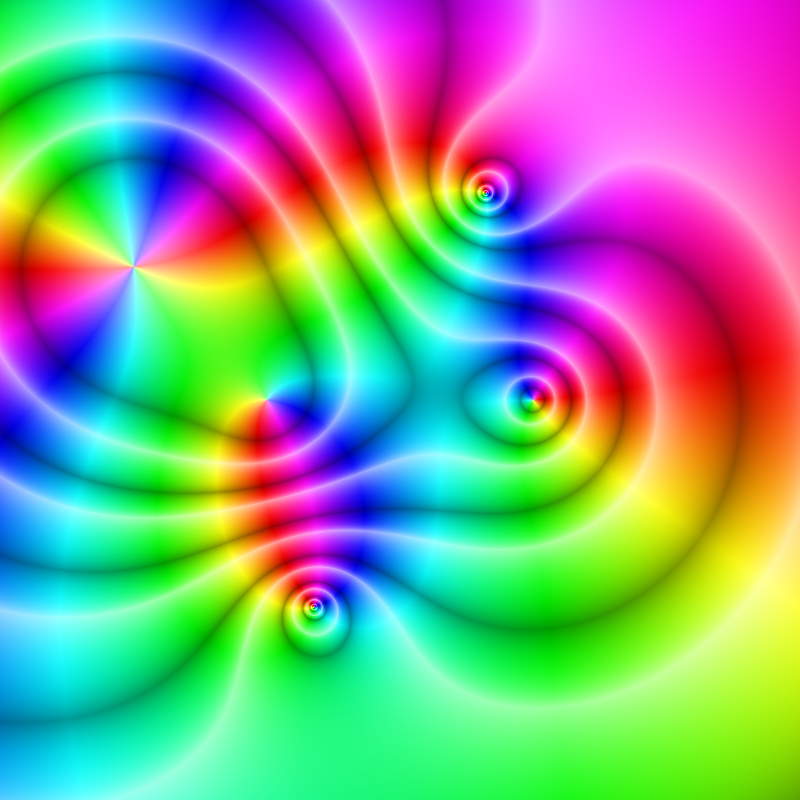
Gráfico de la siguiente función:La coloración representa el argumento (ángulo) de la función, mientras que el brillo representa el módulo.

El análisis complejo (también llamada teoría de las funciones de variable compleja, o infrecuentemente Cálculo Complejo) es la rama de las matemáticas que en parte investiga las funciones holomorfas, también llamadas funciones analíticas. Una función es holomorfa en una región abierta del plano complejo si está definida en esta región, toma valores complejos y por último es diferenciable en cada punto de esta región abierta con derivadas continuas.
El que una función compleja sea diferenciable en el sentido complejo (que sea holomorfa) tiene consecuencias mucho más fuertes que la diferenciabilidad usual en los reales. Por ejemplo, toda función holomorfa se puede representar como una serie de potencias en algún disco abierto donde la serie converge a la función. Si la serie de potencias converge en todo el plano complejo se dice que la función es entera. Una definición relacionada con función holomorfa es función analítica: una función compleja sobre los complejos que puede ser representada como una serie de potencias. Un resultado fundamental del análisis complejo es que toda función holomorfa también cumple la definición de función analítica, situación distinta a lo que ocurre con las funciones que únicamente admiten valores reales, ya que en el caso real hay funciones diferenciales en un punto que no son analíticas en ese punto; esta situación constituye una diferencia crucial entre las funciones diferenciables con valores reales y las funciones diferenciables con valores complejos. En particular, las funciones holomorfas son infinitamente diferenciables (pues las funciones analíticas lo son), un hecho que es marcadamente diferente de lo que ocurre en las funciones reales diferenciables. La mayoría de las funciones elementales como lo son, por ejemplo, algunos polinomios, la función exponencial y las funciones trigonométricas, son holomorfas.

## Historia

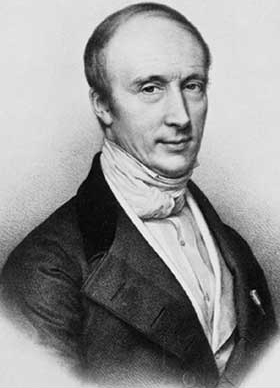
Augustin Louis Cauchy, uno de los grandes precursores del análisis complejo.

El análisis complejo es una de las ramas clásicas de las matemáticas que tiene sus raíces más allá del siglo XIX. Los nombres destacados en su desarrollo son Euler, Gauss, Riemann, Cauchy, Weierstrass y muchos más en el siglo XX. Tradicionalmente, el análisis complejo, en particular la teoría de las aplicaciones conformes, tiene muchas aplicaciones en ingeniería, pero es ampliamente usada también en teoría de números analítica. En tiempos modernos se convirtió en popular gracias al empuje de la dinámica compleja y los dibujos de fractales, producidos por la iteración de funciones holomorfas, de los cuales el más popular es el conjunto de Mandelbrot. Otras aplicaciones importantes del análisis complejo son las de la teoría de cuerdas, una teoría de campos cuánticos conforme-invariante.

## Funciones complejas

Una función de exponencial A^{n} de una variable discreta (entera) n, similar a la progresión geométrica

Una función compleja es una función de número complejos a números complejos. En otras palabras, es una función que tiene un subconjunto de los números complejos como dominio y los números complejos como codominio. Generalmente se supone que las funciones complejas tienen un dominio que contiene un subconjunto abierto no vacío del plano complejo.
Para cualquier función compleja, los valores {\displaystyle z} del dominio y sus imágenes {\displaystyle f(z)} en el intervalo pueden separarse en parte real y parte imaginaria:
{\displaystyle z=x+iy\quad {\text{ y }}\quad f(z)=f(x+iy)=u(x,y)+iv(x,y),}
donde {\displaystyle x,y,u(x,y),v(x,y)} son todos valores reales.
En otras palabras, una función compleja {\displaystyle f:\mathbb {C} \to \mathbb {C} } puede descomponerse en
{\displaystyle u:\mathbb {R} ^{2}\to \mathbb {R} \quad } y {\displaystyle \quad v:\mathbb {R} ^{2}\to \mathbb {R} ,}
es decir, en dos funciones de valor real ({\displaystyle u}, {\displaystyle v}) de dos variables reales ({\displaystyle x}, {\displaystyle y}).
Del mismo modo, cualquier función de valor complejo f sobre un conjunto arbitrario X puede considerarse (es isomorfa a) como un par ordenado de dos funciones reales (Re f, Im f) o, alternativamente, como una función vectorial de X a {\displaystyle \mathbb {R} ^{2}.}
Algunas propiedades de las funciones de valor complejo (como la continuidad) no son más que las propiedades correspondientes de las funciones de valor vectorial de dos variables reales. Otros conceptos del análisis complejo, como diferenciabilidad, son generalizaciones directas de los conceptos análogos para funciones reales, pero pueden tener propiedades muy diferentes. En particular, toda función compleja diferenciable es analítica (véase el artículo correspondiente), y dos funciones diferenciables que son iguales en una vecindad de un punto son iguales en la intersección de su dominio (si los dominios son conexos). Esta última propiedad es la base del principio de continuación analítica que permite extender de forma única cualquier función analítica real a una función analítica compleja cuyo dominio es todo el plano complejo. Muchas funciones complejas básicas y especiales se definen de este modo, incluyendo la función exponencial compleja, el logaritmo complejo, y las funciones trigonométricas.

## Funciones holomorfas

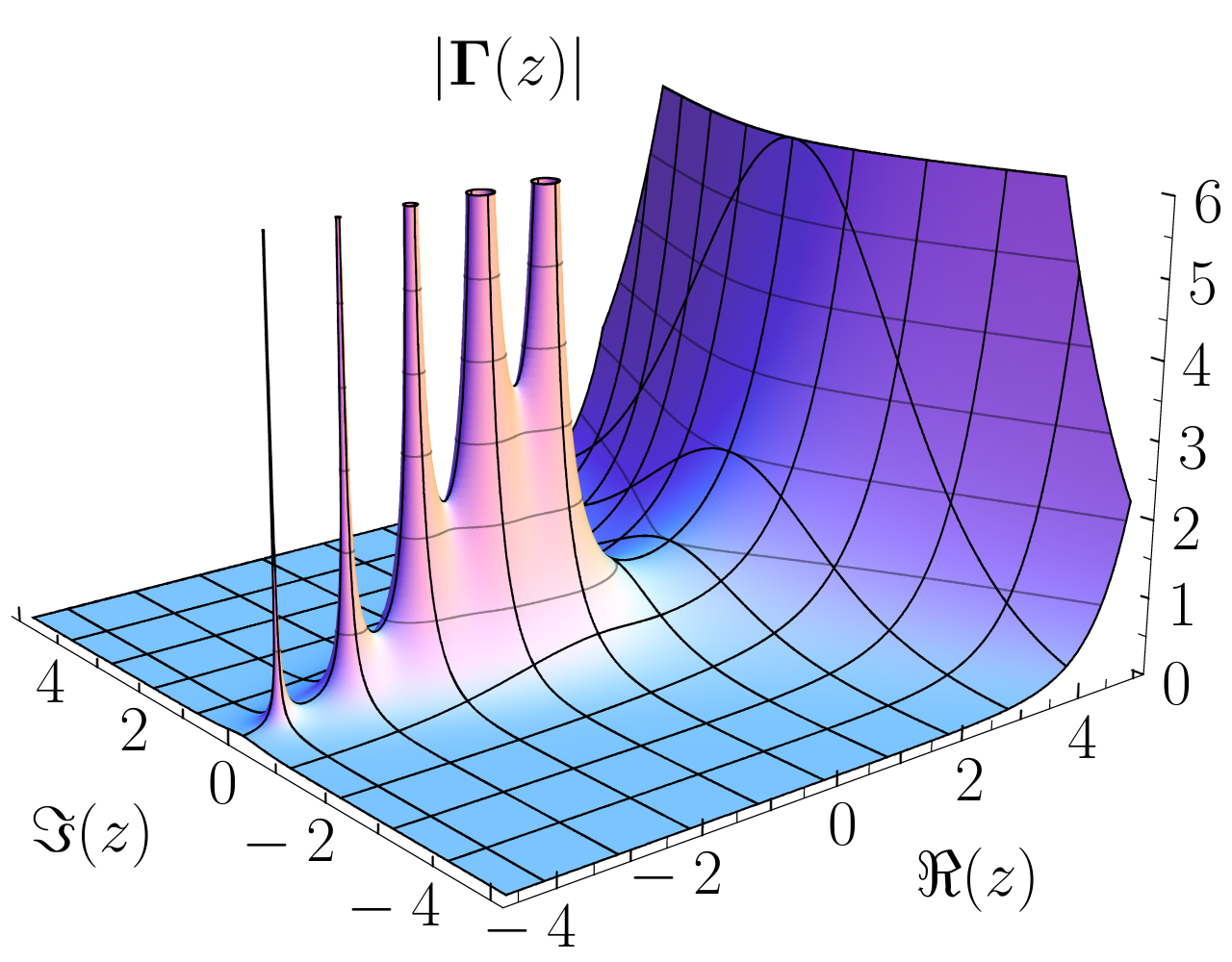
Gráfica del valor absoluto de la función gamma compleja.

Las funciones complejas que son diferenciables en cada punto de un subconjunto abierto {\displaystyle \Omega } del plano complejo se dice que son holomorfas en {\displaystyle \Omega }. En el contexto del análisis complejo, la derivada de {\displaystyle f} en {\displaystyle z_{0}} se define como.
{\displaystyle f'(z_{0})=\lim _{z\to z_{0}}{\frac {f(z)-f(z_{0})}{z-z_{0}}}.}
Superficialmente, esta definición es formalmente análoga a la de la derivada de una función real. Sin embargo, las derivadas complejas y las funciones diferenciables se comportan de manera significativamente diferente en comparación con sus homólogas reales. En particular, para que exista este límite, el valor del cociente de la diferencia debe aproximarse al mismo número complejo, independientemente de la forma en que nos aproximemos a {\displaystyle z_{0}} en el plano complejo. En consecuencia, la diferenciabilidad compleja, al ser una condición mucho más fuerte que la real, tiene implicaciones mucho más fuertes que la diferenciabilidad real. Por ejemplo, las funciones holomorfas son infinitamente diferenciables, mientras que la existencia de la derivada n-ésima no implica necesariamente la existencia de la derivada (n + 1)-ésima para funciones reales. Además, todas las funciones holomorfas satisfacen la condición más fuerte de analiticidad, lo que significa que toda función holomorfa se puede describir localmente, en cada punto de su dominio, por una serie de potencias convergente. En esencia, esto significa que las funciones holomorfas en {\displaystyle \Omega } pueden ser aproximadas arbitrariamente bien por polinomios en alguna vecindad de cada punto en {\displaystyle \Omega }. Esto contrasta fuertemente con las funciones reales diferenciables; hay funciones reales infinitamente diferenciables que no son analíticas en ninguna parte.
La mayoría de las funciones elementales, incluyendo la función exponencial, las funciones trigonométricas, y todas las polinómicas, extendidas apropiadamente a argumentos complejos como funciones {\displaystyle \mathbb {C} \to \mathbb {C} }, son holomorfas en todo el plano complejo, lo que se denominan funciones enteras, mientras que las funciones racionales {\displaystyle p/q}, donde p y q son polinomios, son holomorfas en dominios que excluyen puntos donde q es cero. Tales funciones que son holomorfas en todas partes excepto en un conjunto de puntos aislados se conocen como funciones meromorfas.  Por otra parte, las funciones {\displaystyle z\mapsto \Re (z)}, {\displaystyle z\mapsto |z|}, y {\displaystyle z\mapsto {\bar {z}}} no son holomorfas en ninguna parte del plano complejo, como puede demostrarse por su incapacidad para satisfacer las condiciones de Cauchy-Riemann (véase más adelante).
Una propiedad importante de las funciones holomorfas es la relación entre las derivadas parciales de sus componentes real e imaginaria, conocida como condiciones de Cauchy-Riemann. Si {\displaystyle f:\mathbb {C} \to \mathbb {C} }, definida por {\displaystyle f(z)=f(x+iy)=u(x,y)+iv(x,y)}, donde {\displaystyle x,y,u(x,y),v(x,y)\in \mathbb {R} }, es holomorfa en una región {\displaystyle \Omega }, entonces para todo {\displaystyle z_{0}\in \Omega },
{\displaystyle {\frac {\partial f}{\partial {\bar {z}}}}(z_{0})=0,\ {\text{donde }}{\frac {\partial }{\partial {\bar {z}}}}\mathrel {:=} {\frac {1}{2}}\left({\frac {\partial }{\partial x}}+i{\frac {\partial }{\partial y}}\right).}
En términos de las partes real e imaginaria de la función, u y v, esto es equivalente al par de ecuaciones {\displaystyle u_{x}=v_{y}} y {\displaystyle u_{y}=-v_{x}}, donde los subíndices indican diferenciación parcial respecto la variable en el subíndice. Sin embargo, las condiciones de Cauchy-Riemann no caracterizan a las funciones holomorfas sin condiciones adicionales de continuidad (es decir, que una función satisfaga las condiciones de Cauchy-Riemann no la hace inmediatamente holomorfa, sin pedirle condiciones añadidas sobre su continuidad).
Las funciones holomorfas presentan algunas características notables. Por ejemplo, teorema de Picard afirma que la imagen de una función entera sólo puede tomar tres formas posibles: {\displaystyle \mathbb {C} }, {\displaystyle \mathbb {C} \setminus \{z_{0}\}}, o {\displaystyle \{z_{0}\}} para algún {\displaystyle z_{0}\in \mathbb {C} }. En otras palabras, si dos números complejos distintos {\displaystyle z} y {\displaystyle w} no están en el rango de una función entera {\displaystyle f}, entonces {\displaystyle f} es una función constante. Además, una función holomorfa sobre un conjunto abierto conexo queda totalmente determinada por sus valores en cualquier subconjunto abierto no vacío.

## Resultados principales

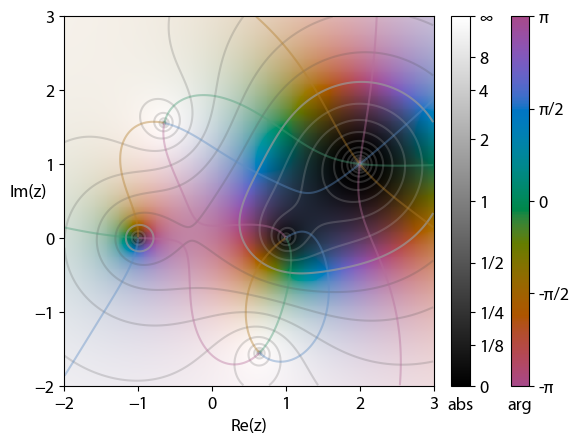
Coloreado del dominio de una función evaluada en su parte compleja: f(x) = (x2 − 1)(x − 2 − i)2/x2 + 2 + 2i. Usando esta función coloreada. Creado con el software cplot.

### Integrales de contorno
Una herramienta de central importancia en el análisis complejo es la integral de contorno. La integral de una función que sea holomorfa sobre y en el interior de un camino cerrado es siempre cero. Esto es el Teorema integral de Cauchy. Los valores de una función holomorfa dentro de un disco pueden ser hallados mediante una integral de contorno sobre la frontera del disco (fórmula integral de Cauchy). Las integrales de contorno en el plano complejo se usan a menudo para encontrar integrales reales complicadas, y para esto es útil la teoría de los residuos. Si una función tiene una singularidad en algún punto (o número finitos de ellos), que quiere decir que sus valores "estallan", que no tiene un valor finito en tales puntos, entonces se puede definir el residuo de la función en dicha singularidad, y estos residuos pueden ser usados para calcular integrales aparentemente difíciles de una manera sencilla, este es el contenido del poderoso teorema de los residuos. El curioso comportamiento de las funciones holomorfas cerca de las singularidades esenciales es descrito por el teorema de Weierstrass-Casorati. Las funciones que tienen solo polos (un tipo de singularidad de funciones racionales donde el polinomio denominador tiene un número finito de ceros) y no singularidades esenciales se denominan meromorfas.

### Series de Laurent
Las series de Laurent son similares a las series de Taylor pero pueden ser usadas para estudiar el comportamiento de las funciones cerca de las singularidades.

### Teorema de Liouville
Una función acotada que sea holomorfa en el plano complejo debe ser constante; esto es el Teorema de Liouville, que puede usarse para dar una prueba natural y breve del Teorema fundamental del álgebra, que dice que el cuerpo de los números complejos es un cuerpo algebraicamente cerrado. 

### Continuación analítica
Una propiedad importante de las funciones holomorfas es que si una función lo es en un dominio simplemente conexo entonces sus valores están completamente determinados por sus valores sobre cualquier subdominio más pequeño. La función sobre el dominio más grande se diría que está analíticamente continuada, que es la continuación desde sus valores en el dominio más pequeño. Esto permite extender, a casi todo el plano, la definición de funciones como la función ζ de Riemann que están inicialmente definidas en términos de sumas infinitas que convergen solo sobre dominios limitados. Algunas veces, como en el caso del logaritmo natural, es imposible continuar analíticamente una función holomorfa a un dominio conexo no simple en el plano complejo, pero es posible extenderla a una función holomorfa sobre una superficie íntimamente relacionada conocida como superficie de Riemann.

### Ecuaciones de Cauchy-Riemann
Las funciones analíticas u holomorfas están íntimamente ligadas a las ecuaciones en derivadas parciales de dos modos. 
Una función diferenciable del plano al plano es analítica  si y solo si satisface un sistema de ecuaciones de primer orden llamado las ecuaciones de Cauchy Riemann. Por otro lado, la parte real e imaginaria de una función holomorfa tienen que ser funciones armónicas. Las ecuaciones de Cauchy Riemann son el prototipo de un sistema elíptico de primer orden

## Otros

### Varias variables complejas
Existe también una rica teoría en el caso de más de una dimensión compleja, donde las propiedades analíticas como las de expansión en series de potencias permanece aún cierta pero que sin embargo la mayoría de las propiedades geométricas de las funciones en una dimensión compleja (como la de transformación conforme) ya no lo son. El teorema de representación conforme de Riemann sobre las relaciones conformes de ciertos dominios en el plano complejo, que puede ser el resultado más importante en la teoría unidimensional, falla totalmente en dimensiones mayores.

### Dimensiones mayores reales: Teorema de Liouville (transformación conforme)
Otra manera de entender las funciones holomorfas son como funciones del espacio euclideo dos dimensional en sí mismo cuya
derivada es una matriz conforme, es decir es una dilatacíon compuesta con una isometria. Tales funciones existen también 
en dimensiones mayores pero otro teorema de Liouville demuestra que deben ser necesariamante transformaciones de Moebious, es decir composiciones de movimientos rígidos e inversiones respecto a esferas. 
En particular, si en dimensión dos el teorema de representación conforme de Riemann asegura que cualquier dominio simplemente conexo es la imagen mediante una transformación conforme del disco unidad, la rigidez proporcionada por este
teorema de Liouville implica que en dimensiones mayores las imágenes de la bola unidad mediante transformaciones conformes son necesariamente bolas con otro centro y otro radio.